# Rory Gilmore
 (mars 2008).
Si vous disposez d'ouvrages ou d'articles de référence ou si vous connaissez des sites web de qualité traitant du thème abordé ici, merci de compléter l'article en donnant les références utiles à sa vérifiabilité et en les liant à la section « Notes et références ».
 (juin 2025).
- Si vous ne connaissez pas le sujet, laissez ce bandeau (vous pouvez alors contacter les auteurs).
- Si vous supprimez le contenu mis en cause (vous pouvez préalablement contacter les auteurs),

argumentez précisément cette suppression dans la page de discussion
(un manque de référence n'est pas un argument ; une recherche réelle de référence doit avoir été effectuée, être formellement documentée).
Lorelai Leigh « Rory » Gilmore est un personnage de fiction de la série télévisée Gilmore Girls, joué par Alexis Bledel.
Rory est née en 1984, fille unique de Lorelai Gilmore et de Christopher Hayden. Rory est très proche de sa mère qu'elle considère comme sa meilleure amie. Elle voit en revanche peu souvent son père.
Elle a une demi-sœur, Gigi, fruit de l'union de son père avec Sherry. Elle est la petite fille des fortunés Richard et Emily Gilmore. Sa meilleure amie est Lane Kim.
Après avoir fréquenté le lycée de Star Hollows, elle poursuit ses études à la prestigieuse école Chilton, où elle rencontrera Paris Geller, avec qui elle aura du mal à s'entendre au début. Très sérieuse et intelligente, Rory est vite appréciée de ses professeurs mais moins des autres élèves.
Au cours de ces années, Rory sortira avec Dean Forrester, puis avec le rebelle Jess Mariano, le neveu du patron de café Luke Danes, que Rory apprécie beaucoup.
Rory intégrera ensuite l'université Yale, au cours de laquelle elle rencontrera Logan Huntzberger, un jeune homme riche, et elle tombera immédiatement sous son charme ; il deviendra l'amour de sa vie. Cependant, Rory perdra son image de jeune fille modèle et deviendra une jeune fille qui fait la fête, boit et ira même jusqu'à voler un bateau (ce qui aura pour conséquence de dégrader sa relation avec Lorelai.)
Rory obtiendra à la fin de la série son diplôme de journalisme, et commencera une nouvelle vie.

## Biographie de fiction

### La famille Gilmore

#### Des parents séparés
Rory vit seule avec sa mère, Lorelai Gilmore, depuis sa naissance. Celle-ci a décidé, lorsqu'elle est tombée enceinte à 16 ans, de garder sa fille, mais a refusé de se marier au père, Christopher, malgré les insistances de ses parents et la demande de Christopher, quoique fort peu solennelle : « Il m'a demandé en mariage, mais je n'ai jamais eu le temps de lui répondre, la cloche pour la chimie a sonné […] ». Rory voit donc son père très rarement mais elle l'aime beaucoup, même s'il est loin d'être le père idéal : immature, sa soif de liberté et d'indépendance l'empêche de se fixer. Pourtant, au cours de la saison 3, il va changer et donnera bientôt naissance à une demi-sœur pour Rory, imposant ainsi à Rory la présence d'une belle-mère, Sherry.

#### Une relation mère-fille exceptionnelle
La relation particulière qu'entretiennent Rory et sa mère est la clé de voûte de la série. Rory le dit d'ailleurs assez souvent : « Ma meilleure amie, c'est ma mère ». N'ayant pas pu assez profiter de sa jeunesse (ce qui arrive souvent lorsqu'on devient parent très jeune), Lorelei est très vite retombée dans l'enfance, et aime à paraître plus infantile que sa fille… les rôles sont en quelque sorte échangés. C'est Lorelei qui refuse de prendre ses responsabilités et Rory qui détient la sagesse, et doit à certains moments remettre sa mère sur la voie de la raison, ce qui donne des répliques très drôles comme, à la suite de la disparition de Rory : « Il faut toujours que je sache où tu te trouves quand tu portes mes chaussures ! » ou, encore plus fort : « Et aujourd'hui, tu portes quoi sous ta jupe ? » demande Rory à Lorelei. « Absolument rien ! » répond cette dernière. « Maman !!! » la rappelle à l'ordre Rory. « C'est très agréable, ça fait du vent » en rajoute Lorelai. « Et je suis censée suivre son exemple, mesdames et messieurs » conclut-elle ! 
Il faut dire aussi que Lorelai est la mère que tout le monde aimerait avoir. Qui ne souhaite pas avoir une mère qui écoute du rock, et qui porte des jeans moulants et des T-Shirts à l'effigie de groupes heavy metal ? Une mère qui tout en étant très attentive à son ado, la laisse vivre ? Une mère relax qui ne capote pas parce qu'il est près de minuit et que sa fille embrasse son copain sur le perron ? Une mère jeune de caractère qui invente des histoires farfelues de piments fâchés contre des champignons sur une pizza et qui déguise des marteaux en Miss Piggy ? Quelle fille ne rêve pas d'avoir sa mère pour meilleure amie ?
Même si elles sont rares et de courte durée, des disputes entre Rory et Lorelei éclateront pourtant parfois et auront pour thème principal : les garçons. La toute première dispute, c'est lorsque Rory omet volontairement de raconter à Lorelei qu'elle sort avec Dean… ce qui blesse cette dernière puisque les deux jeunes femmes se sont toujours tout raconté. Avec l'arrivée de Jess, les querelles se font encore plus fréquentes. Mais c'est à la fin du dernier épisode de la saison 4, lorsque Lorelai apprend que sa fille vient de passer à l'acte avec un jeune homme marié (Dean) que l'on assiste à leur pire dispute, qui aboutira sur des larmes, de la rancœur et de la tristesse… 
Elles finiront par se réconcilier et retrouver leur complicité, ces discussions animées et parsemées de références culturelles, cet amour qu'elles se portent l'une l'autre depuis toujours… Pourtant, en fin de saison 5, tout va changer. Rory fait l'erreur de voler un yacht et de quitter Yale, après avoir subi les critiques d'un professionnel du journalisme. Lorelei est blessée, choquée aussi. Et Rory décide d'emménager avec ses grands-parents, un affront que sa mère n'est pas près d'oublier. Rory lui fait bien passer le message : elle veut dorénavant évoluer dans cet univers dont Lorelei avait pourtant bien essayé de la maintenir éloignée. C'est un revirement particulier dans une série dont le point fort est cette relation mère-fille hors du commun… La situation va pourtant prendre de l'ampleur, tant et si bien que leur séparation semblera presque irrémédiable.

#### Ses grands-parents et leur univers
Quant à ses grands-parents, Rory apprend seulement à les connaître depuis quelques années, puisqu'elle a été forcée de se rendre tous les vendredis soir chez Richard et Emily avec sa mère, pour pouvoir payer les frais d'inscription de Chilton. Lorelai s'était jusqu'alors montrée très distante avec ses parents, à la fois rejetée depuis son accouchement et son refus de mariage avec Christopher (ce qui aurait éventuellement pu sauver la réputation de la famille Gilmore), mais également parce qu'elle-même ne se sentait pas bien dans ce monde de luxe, fierté et manipulation. Elle voulait son indépendance. Mais, au grand dam de sa mère, qui aurait préféré que Rory les déteste tout comme elle, celle-ci commence à s'attacher à ses grands-parents, et pire encore, à accepter de côtoyer leur univers huppé d'aisance, de suffisance et de vanité. Cette tendance va surtout s'accentuer depuis sa rencontre avec le riche Logan… Désormais, Rory défend même ce monde contre les critiques de sa mère et commence à être fière d'en faire partie. Lorsqu'elle décide de quitter Yale et se dispute avec Lorelai, Rory décide d'emménager chez ses grands-parents. Mais ce nouvel état des choses va plus avoir tendance à les séparer qu'à les rapprocher. En gros, Rory va apprendre à mieux comprendre ce qu'a vécu sa mère auprès de Richard et Emily en faisant la même expérience… Et elle va se rendre compte que vivre en permanence dans ce monde de vanité est plus dur qu'il n'y paraît. Tout comme sa mère, elle va alors se rebeller contre ses grands-parents, et demandera même à son père de payer Yale à leur place, afin de n'avoir plus de comptes à leur rendre. La gentille petite Rory a définitivement grandi… 

### Chilton et Yale, deux écoles prestigieuses
Son rêve de petite fille, ce n'est pas de devenir une star, ni d'avoir un cheval, mais bien d'aller à Harvard. Au fil des années, elle et sa mère ont nourri cette passion et un mur de sa chambre était consacré à cette université. Afin de voir son rêve se concrétiser, Lorelai fait une demande d'admission pour sa fille à l'école prestigieuse de Chilton. Le premier épisode de la série est d'ailleurs basé sur cette fameuse admission, et principalement sur le montant exigé pour les frais d'inscription… « C'est impressionnant, tous ces zéros après un chiffre » plaisante-t-elle alors. C'est donc par concession pour le rêve de toujours de sa fille que Lorelai acceptera de renouer avec sa famille… 
À Chilton, Rory se situe parmi les meilleurs, même si elle a un peu de mal à s'adapter au début, et l'attitude de Paris à son égard n'arrange pas les choses, au contraire. Mais c'est en fait cette compétition continuelle entre les deux rivales qui leur permettra à chacune de dépasser leurs limites. Mais loin pourtant de Rory l'intention d'être la meilleure, elle ne rentre pas dans le jeu de sa rivale, qui deviendra bientôt son amie. Rory n'est visiblement pas comme les autres : elle grimpe les échelons un à un et deviendra vice-présidente de l'école (un peu forcée sur ce coup là par Paris qui avait besoin d'elle pour se faire élire présidente), rédactrice au journal et sera même major de sa promotion ! Reçue dans toutes les écoles où elle s'était inscrite, et notamment à Harvard, elle est à deux doigts de concrétiser son rêve… mais y renonce et choisit Yale. 
Voilà une décision choquante, qui tend à frustrer le public, mais qui s'explique pour plusieurs raisons. Tout d'abord, Richard aurait tant aimé voir sa petite-fille suivre ses traces dans les couloirs de Yale. De nombreuses anecdotes sur son passage dans l'université sont d'ailleurs fournies dans l'épisode de la saison 3 Visite à Yale. Lorelai, tout d'abord furieuse de voir son père s'introduire ainsi dans sa vie et influencer Rory dans son choix, va changer d'attitude lorsqu'elle prendra conscience que Yale lui donnera l'opportunité de voir sa fille bien plus souvent qu'Harvard. Or, elles savent très bien qu'elles auront du mal à se passer l'une de l'autre. C'est d'ailleurs ce qu'on peut voir dans l'épisode Première journée à Yale, où quelques heures après que Lorelai l'ait laissée dans sa nouvelle école, Rory appelle sa maman au secours, dépassée par la nostalgie des premières heures loin de son quotidien… Voilà donc Rory dans sa nouvelle école, avec son nouveau lit, sa nouvelle chambre, ses nouveaux professeurs, ses nouveaux amis... enfin pas tous si nouveaux que ça, puisque Paris sera sa nouvelle colocataire de chambre ! La vie d’étudiante à Yale, Rory va le comprendre très vite, est bien plus compliquée encore qu'à Chilton, et elle sera obligée d'abandonner quelques-unes de ses activités, surmenée par le travail. En plus de ses nombreux cours en littérature et sciences politiques, Rory participe en effet à la rédaction du Daily News de l'université et accepte quelques petits jobs (comme prendre les tickets à la cantine) afin de gagner un peu d'argent de poche. 
L'étude et le travail finissent par lui prendre tellement de temps qu'elle oublie d'en consacrer un peu à sa vie amoureuse. Ainsi, durant la saison 4, Rory reste célibataire presque du début à la fin. Elle entame une seconde année à Yale, et tout se passe pour le mieux jusqu'à ce que le père de Logan, magnat de la presse, qui lui a donné l'opportunité de faire un stage dans une de ses publications, lui avoue juger qu'elle n'est pas faite pour le métier de journaliste. Effondrée, même pire que ça, Rory est peu habituée aux critiques. Depuis toujours, son rêve est de devenir journaliste, et depuis toujours, on lui répète qu'elle est douée et qu'elle a un grand avenir devant elle. Depuis toujours, elle réussit presque tout ce qu'elle entreprend. Imaginez le choc. Pour Rory, tous ses rêves s'effondrent en un instant ! Elle décide immédiatement d'abandonner Yale. On s'en doute, ce choix va avoir d'énormes répercussions sur sa vie et sur son entourage… c'est même la raison pour laquelle elle coupe les ponts avec sa mère Lorelai dans la saison 6, alors qu'elles avaient toujours été si proches toutes les deux. Elle se retrouve finalement seule pour affronter sa nouvelle vie. 
Outre les travaux d'intérêt général qu'elle est obligée d'accomplir pour avoir volé un bateau, Rory obtient un job au bureau DAR (Les Filles de la Révolution Américaine) grâce à sa grand-mère… Désormais, elle n'a plus à se préoccuper de cours, d'examens, de professeurs et est libre de faire tout ce qu'elle veut. Influencée par Logan, Rory se transforme de plus en plus, elle s'éloigne de sa vraie personnalité, de la petite Rory toujours un livre à la main et la chambre décorée de posters de Harvard. Où est donc passée cette charmante étudiante disciplinée, sérieuse, même plus que sa propre mère ? Lorsque Jess vient faire un tour à Stars Hollow, il est abasourdi. Et c'est ça le plus étrange finalement… car les deux jeunes gens ont pris des chemins différents, mais pas ceux qu'on aurait pu croire. Jess s'est rangé, il a écrit son premier bouquin et a ouvert sa propre librairie en Philadelphie. C'est lui qui va faire prendre conscience à Rory de l'énorme erreur qu'elle a faite, qui va lui redonner confiance en elle et lui faire retrouver les bancs de l'école… C'est donc dans l'épisode 6.09 « Petits secrets entre amants » que Rory décide de redevenir elle-même. Elle emménagera dans un nouvel appartement près du campus avec Paris et Doyle. Mais lorsque Paris est virée du journal Yale Daily News et que c'est Rory qui est choisie pour la remplacer, elle est forcée de quitter l'appartement… et c'est chez Logan qu'elle élira domicile. Elle renouera rapidement avec son amie Paris, mais devra faire ses adieux à Logan qui, diplômé de Yale, est obligé par son père de passer l'année suivante à Londres pour reprendre le business des Huntzberger. C'est sans lui qu'elle devra affronter Yale pour une quatrième et dernière année…

### Ses relations amoureuses

#### Son premier amourDEAN FORRESTER(saisons 1, 2 et 3)
C'est alors qu'elle déménage ses livres de l'école Stars Hollow High pour Chilton que Rory rencontre pour la première fois Dean Forrester. Il n'est pas difficile de se rendre compte que celui-ci éprouve des sentiments très forts pour la jeune fille, et que c'est réciproque… Tellement réciproque que Rory refusera de changer d'école, au grand étonnement de Lorelai, qui comprendra bien vite la cause de sa décision. Mais la timidité de Rory l'empêche de dévoiler directement son amour à Dean. C'est celui-ci qui devra faire le premier pas, en lui offrant un bracelet fabriqué maison, à l'occasion de son anniversaire. Ce sera encore à Dean d'aller plus loin en l'embrassant entre deux étalages dans l'épicerie où il travaille et où Rory avait l'habitude de l'épier. Leur relation sera à la fois intense et très pure.
Dean semble être le petit copain idéal : romantique, toujours à l'écoute des attentes de sa partenaire, il est tellement amoureux et passionné qu'il pourrait faire n'importe quoi pour Rory, comme se battre avec Tristan ou encore lui construire une voiture. Mais le soir de leur anniversaire (trois mois ensemble, à l'adolescence, c'est pas rien), lorsque Dean lui avoue son amour, Rory prend peur et ne sait quoi répondre… Leur relation si parfaite, leur osmose idéale, tout s'évanouit en quelques secondes. C'est une rupture douloureuse, d'un côté comme de l'autre, et Rory ne mettra pas longtemps pour laisser échapper ses larmes.

#### Un instant de folieTRISTAN(saison 1)
Ainsi, pour se changer les idées, pour ne pas se laisser abattre, Rory se rend à une soirée organisée par Madeline à Hartford, durant laquelle elle se retrouve seule à seule avec Tristan et contre toute attente, l'embrasse. Les remords ne mettent pas longtemps à affluer, même Rory ne dira jamais rien à Dean de ce baiser insignifiant pour elle, échangé par deux âmes en peine. Les avances de Tristan, ses aveux concernant ses sentiments pour elle ne l'atteignent pas et tendent au contraire à accentuer son amour pour Dean. Les deux adolescents seront, au grand bonheur de tout Stars Hollow, à nouveau réunis.

#### Un changement radicalJESS MARIANO(saison 3)
L'arrivée d'un certain Jess Mariano, neveu de Luke, en ville va de nouveau faire des ravages dans le couple. En effet, même si les premiers sentiments que semblent éprouver Rory et Jess l'un pour l'autre sont plutôt de l'ordre du dégoût, de l'inintérêt et du rejet, ils vont bien vite se transformer en de l'amour. Leur intérêt pour la lecture va en quelque sorte les rapprocher, et Rory trouvera en Jess ce qui manquait en Dean : le goût de l'art et la littérature, la révolte, le danger, l'aventure et la passion violente. Mais Rory, tout en s'éloignant de Dean, refoule ses sentiments, refuse de se les avouer à elle-même.
Lorsqu'elle s'apercevra enfin des sentiments qu'elle a nourris pour Jess à la fin de la deuxième saison, les deux adolescents échangeront un baiser enflammé, et très attendu par le public !!! Pourtant, tous les espoirs qu'avaient vu naître ce baiser partent en fumée lorsque Rory surprend Jess en train de bécoter vulgairement une autre demoiselle… Alors qu'elle était prête à lui donner sa chance, Rory est blessée et doit une fois de plus refouler ses sentiments. Ainsi, elle essaie de se convaincre que celui qu'elle aime est bien Dean mais celui-ci n'est pas dupe et va bien vite se rendre compte de son manège. La rupture est à la fois douleur et soulagement. La passion de Jess et Rory va enfin pouvoir être révélée au grand jour, même si cela ne plaît pas à tout le monde.
À Stars Hollow, on peut même dire que tous les habitants sont choqués, Lorelai et Luke les premiers. La relation de Rory et Jess a connu bien des hauts et des bas. Il faut dire que l'égoïsme, l'empressement et le manque d'attention de Jess sont parfois durs à supporter, surtout pour une Rory qui a connu trois ans de relation idéale avec un Dean parfois même trop présent. Désirant retrouver son père en Californie et obligé de partir à cause de son échec scolaire, Jess fait ses valises sans même en parler à Rory, sans doute par manque de courage. Lorsqu'elle l'apprend, elle est furieuse puis très déçue, et ne manquera pas de le lui faire comprendre.
Mais son voyage en Europe prévu le jour même va lui faire se changer les idées, et Jess semblera bien vite oublié… jusqu'à ce qu'il fasse son retour de quelques jours à Stars Hollow pour récupérer sa voiture, réveillant ainsi les douleurs enfuies, les plaies partiellement guéries de Rory. Jess lui avoue qu'il l'aime, puis s'en va. Mais Rory n'essaie même pas de le rattraper, elle semble avoir définitivement tourné la page. Lorsqu'il revient à la fin de la saison et qu'il lui propose de partir avec elle, de tout quitter pour lui et pour leur amour, Rory refuse catégoriquement, ne laissant plus aucun espoir pour de projets futurs entre eux…

#### Un retour aux sourcesDEAN FORRESTER(saison 4)
Dean, quant à lui, entre-temps marié à Lindsay mais malheureux de ce mariage raté, va échanger les rôles et viendra se faire consoler dans les bras de Rory. Celle-ci voit se rallumer la flamme qu'elle entretenait jadis pour son premier amour, tandis que Dean prend conscience qu'il n'a jamais cessé d'aimer Rory… Pour la première fois de sa vie, Rory laisse passer la passion avant la raison, et couche avec Dean pour la première fois… Acte qui aura de lourdes répercussions. D'abord pour Dean, mais surtout pour Rory dont la mère ne tarde pas à découvrir ce qui s'est passé. Sa relation avec Lorelai devient très tendue, car Rory refuse de parler de cette fameuse nuit. Pour calmer les choses, elle part en Europe avec sa grand-mère, loin de Stars Hollow et de ses tracas. Finalement, Rory envoie une lettre à Dean, mais c'est sa femme Lindsay qui l'intercepte. Elle jette son mari dehors, avec toutes ses affaires. Rory et Dean décident alors de reprendre leur relation amoureuse. Coup dur pour Lorelai, qui a du mal à accepter ce dernier, vu qu'il a trompé sa femme à peine quelques mois après son mariage. Elle fait cependant des efforts, et organise par exemple une soirée à quatre, avec Dean et Luke, afin d'améliorer leurs rapports. Malgré tout, Lorelai et Luke sont d'avis pour dire que Dean n'est pas assez bien pour Rory. Et celui ne va plus tarder à en prendre conscience de lui-même, lorsqu'Emily et Richard décident d'organiser une fête pour trouver le garçon parfait pour leur petite fille.

#### Une relation inattendueLOGAN HUNTZBERGER(saison 5, 6, 7 et 8)
De son côté, Rory rencontre Logan, un élève de son université, et est très attirée par lui. Pourtant, celui-ci fait partie de la haute société, tout comme ses grands-parents et bon nombre d’étudiants de Yale. Son père est le rédacteur en chef du journal de Yale et il est très admiré par Rory. Bien que Logan ne tombe pas directement fou amoureux de la jeune fille, contrairement à ses précédents petits amis, il finira petit à petit par tomber sous son charme. Mais il n'est pas le seul. Marty, un autre étudiant, et ami de longue date, est également intéressé. Pourtant, Rory ignore tout de ses sentiments et n'ose pas encore avouer à Logan qu'elle a un faible pour lui, surtout que celui-ci ne fait rien pour lui montrer son attirance. Elle ne sait pas quoi penser. Par exemple, alors qu'elle l'aide au journal, lui ne l'invite même pas à la séance d'autographes de son père. Plus tard, il arrive au mariage de Richard et Emily avec une fille qui semble être sa petite amie, ce qui rend Rory jalouse et la force à avouer enfin ses sentiments à Logan. Bien décidée à le conquérir, Rory emploie les grands moyens et l'emmène dans une chambre avec une bouteille de champagne... Le jeune homme ne pourra bien sûr pas résister.
Après avoir passé la soirée avec Logan et Marty dans un restaurant chinois, Marty avoue son amour à Rory mais celle-ci est obligée de le remballer. Rory et Logan vont finalement décider de rester amis et passent un pacte. Rory va vite regretter cet accord lorsqu'elle le voit se promener en ville avec une autre fille. Pour le rendre jaloux à son tour, elle se montre avec un ami de Logan, Robert, lors d'une soirée déguisée sur le thème Quentin Tarantino. Et ça fonctionne à la perfection. Logan est de nouveau sous le charme et les deux jeunes étudiants décident de former un vrai couple. Cependant, lorsqu'elle le ramène à la maison pour une rencontre avec son intimidante famille, elle est choquée par la réaction négative de ses parents. Lorelai a peur de l'implication qu'aura la famille de Logan sur sa fille, et pense qu'il n'est pas l'homme idéal. Elle qui a toujours voulu la tenir éloigner de cet univers, elle est réellement déçue. Inutile de dire qu'Emily et Richard, au contraire, sont très fiers de ce prétendant.
Mais les choses se gâtent lorsque Rory vole un bateau sur un coup de folie, avec l'aide de Logan. Dès lors, Lorelai est persuadée que le jeune garçon est loin d'être l'homme idéal pour sa fille, et qu'il a une très mauvaise influence sur celle-ci. Rory veut quitter Yale, habiter chez ses grands-parents et ne semble plus considérer sa mère comme sa meilleure amie. Bref, Lorelai va se mettre à détester le jeune homme. Mais ça n'empêche pas les deux amoureux de vivre leur passion à fond. Les choses deviennent même de plus en plus sérieuses…
Mais le retour de Jess à Stars Hollow, qui a écrit son premier livre et va ouvrir une librairie très originale à Philadelphie, va mettre de l'eau dans le gaz dans leur couple. Directement, les deux jeunes hommes ne peuvent se supporter, trop différents l'un de l'autre. Logan ne mâche pas ses mots pour faire comprendre à Jess qu'il n'est pas le bienvenu, mais celui-ci n'est pas impressionné. Son passage à Stars Hollow ne lui permettra peut-être pas de regagner le cœur de Rory, mais il parviendra tout de même à confronter la jeune fille à sa nouvelle vie, qui ne lui ressemble pas, selon lui. Et Rory prend alors conscience de tout ça. Elle en veut également à Logan pour la manière dont il s'est comporté avec Jess, dont il s'est moqué de lui sans raisons, et pour l'avoir entraîné dans cette vie faite de sorties et d'alcool… Mais Logan a aussi un cœur. Il se sent coupable et se rend compte à quel point ce que Jess a dit est vrai.
Le couple décide alors de faire une pause. Cependant, quelques semaines plus tard, Rory reçoit un appel inattendu de la sœur de Logan. Elle aurait souhaité que Rory vienne au Thanksgiving des Huntzberger et est enragée contre Logan pour avoir rompu avec elle.... Mais Rory ignorait qu'ils avaient rompu, elle pensait juste qu'ils faisaient une sorte de petit break !! Elle est effondrée et furieuse à la fois. De retour à Yale, Logan essaie de regagner le cœur de Rory. Il emploie un type responsable du chariot de café pour la suivre toute la journée, de manière qu'elle ait ainsi accès au café instantanément. Il lui avoue également qu'il l'aime. Ça prend du temps, mais les choses finissent par s'arranger et Rory ira même emménager dans son appartement. Mais un nouveau coup de théâtre survient lors du mariage de la sœur de Logan. En effet, tandis qu'elle aide la future mariée et ses trois demoiselles d'honneur à se préparer, Rory apprend à quoi Logan a consacré son temps pendant leur récente rupture. Logan essaie de se défendre, mais Rory est à nouveau effondrée et va chercher du réconfort auprès de Paris et Lorelai.
Bien qu'il lui brise le cœur à chaque fois, Rory est bel et bien amoureuse. Elle lui pardonne une fois de plus mais lui fait comprendre qu'elle a besoin de temps. Rory accepte l'invitation de Jess d'assister à l'ouverture de sa nouvelle librairie à Philadelphie. Là-bas, elle lui raconte ce qui s'est passé avec Logan. Pensant qu'il a champs libre, le jeune homme en vient à embrasser la belle. Mais Rory remet les choses à leur place en lui avouant qu'elle aime toujours Logan. Dès son retour, Rory apprend que Logan veut partir en expédition à Costa Rica mais l'expérience peut être dangereuse et Rory n'apprécie pas du tout. Logan n'en a que faire, il lui rétorque que ce ne sont pas ses affaires. Il dit qu'elle ne l'a pas oublié et la quitte sans même un baiser d'au-revoir. Les choses ne s'arrangent pas dans leur couple lorsque Rory reçoit un appel comme quoi Logan a été emmené d'urgence à l'hôpital de New York, avec 6 membres cassés, le genou cassé, un poumon en mauvais état et de multiples contusions à la tête. Lorsqu'il se réveille, il est plein de remords. Il s'excuse pour avoir été si peu prudent. Rory est également désolée qu'ils se soient quittés en si mauvais termes. Elle s'en veut pour l'avoir laissé partir à Costa Rica. Cette fois, il se réconcilient pour de bon.
Mais ils devront tout de même faire face à une longue séparation. En effet, Logan reçoit son diplôme et doit partir étudier à Londres, sur ordre de ses parents. Le soir de la remise des diplômes et la veille de son départ, Rory l'emmène à une fête… mais l'idée qu'ils ne se verront plus les rapproche encore plus.

#### Une relation qui passe inaperçuePAUL(saison 8)
Paul est le copain officiel de Rory dans la saison 8,. Mais celle-ci entretient en même temps une relation sans-attache avec Logan.